# Alexander Lukomsky
Aleksandr Serguéievich Lukomski (10 de julio de 1868 - 25 de enero de 1939 en París) fue un comandante militar ruso, general y teniente general (abril de 1916). Luchó con el Ejército Imperial Ruso durante la Primera Guerra Mundial y fue uno de los organizadores del Ejército de Voluntarios durante la Guerra Civil Rusa.
Lukomski se graduó de la Academia Nikoláievskaya del Estado Mayor como ingeniero militar, ahora Universidad Técnica de Ingeniería Militar (ruso: Военный инженерно-технический университет).
Lukomski luchó junto a Antón Denikin durante la Guerra civil rusa y visitó a Nikolái Románov, uno de los pretendientes al trono zarista tras la Conferencia de Iași, donde nueve votaron por Denikin comparado con los cuatro que lo hicieron por Nikolái.